# Holzbüttgen

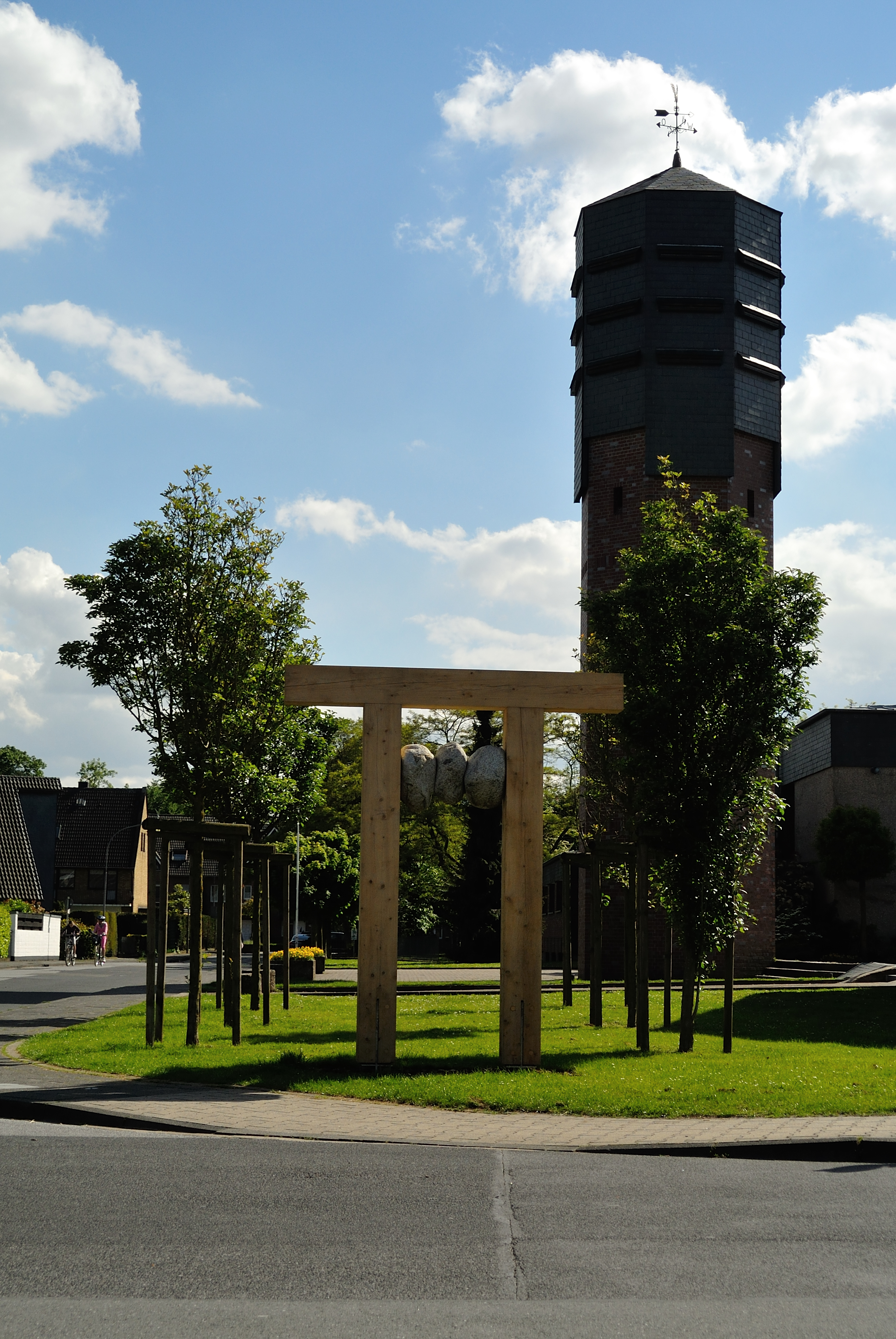
Kunst in Holzbüttgen. Im Hintergrund der Glockenturm der Kirche „Sieben Schmerzen Mariens“.

Holzbüttgen ist ein Stadtteil von Kaarst im nordrhein-westfälischen Rhein-Kreis Neuss mit 6329 Einwohnern (Stand: 31. Mai 2022).

## Geographie
Holzbüttgen befindet sich unmittelbar am südlichen Rand Stakerseite vom Hauptsiedlungskern Kaarst und wird von diesem durch eine Eisenbahntrasse, den Nordkanal und die ehemalige B 7 getrennt. Es gibt drei Brücken über den Nordkanal. Östlich von Holzbüttgen liegt das Gewerbegebiet Hüngert. In Holzbüttgen leben knapp 6000 Menschen.

## Geschichte
1877 wurde in Holzbüttgen der Bahnhof Kaarst gebaut. Im Zweiten Weltkrieg wurde der Ort stark zerstört. Bis 31. Dezember 1974 gehörte Holzbüttgen zur Gemeinde Büttgen. Im Zuge des Düsseldorf-Gesetzes wurde diese Gemeinde und damit auch Holzbüttgen ein Teil der Großgemeinde Kaarst, die mit Wirkung ab dem 1. Januar 1981 Stadtrechte erhielt.

## Religion
In Holzbüttgen gibt es die römisch-katholische Pfarrgemeinde Sieben Schmerzen Mariens und die Lukaskirche, die zur Evangelischen Kirchengemeinde Kaarst gehört.

## Verkehr

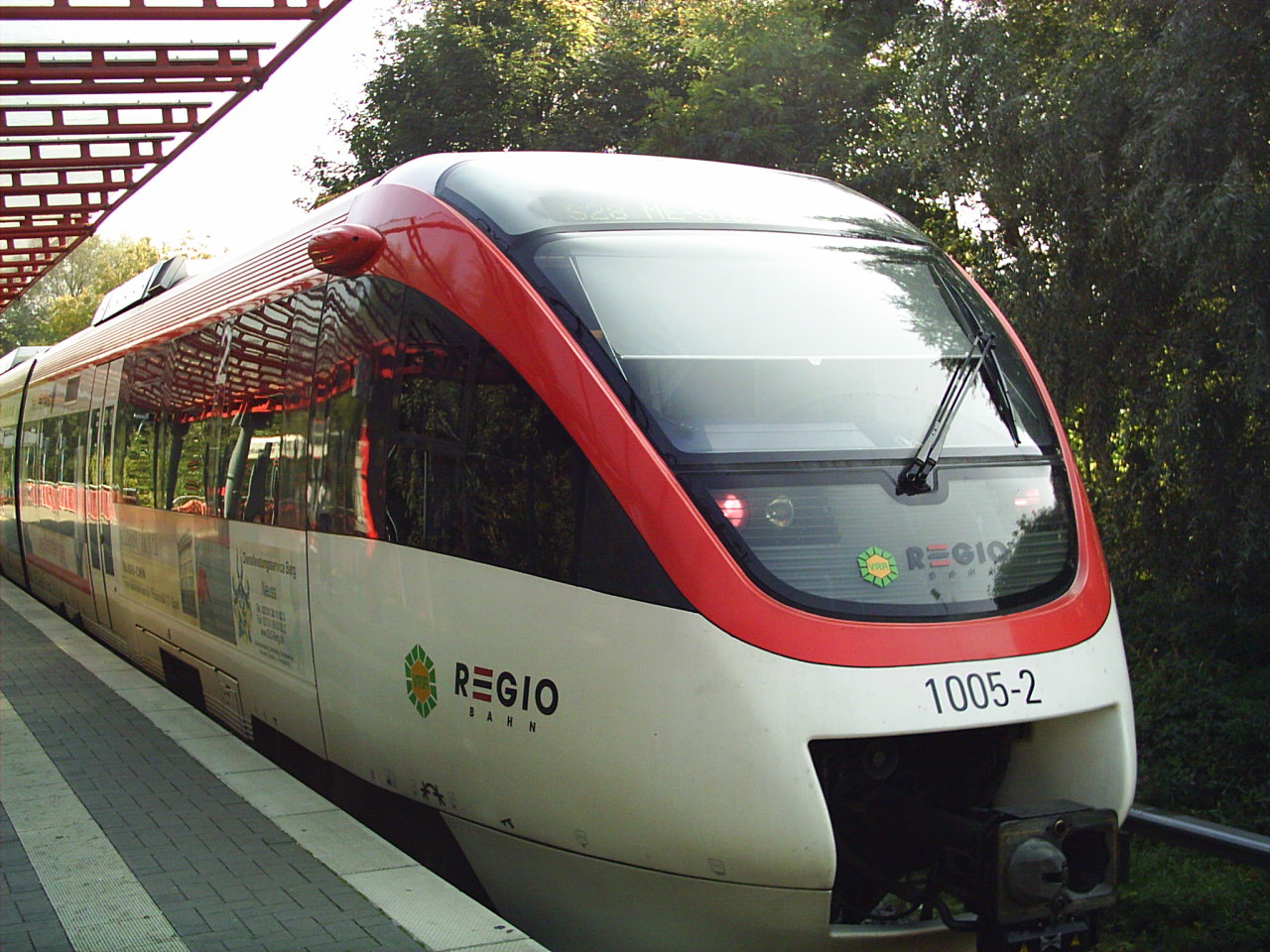
Regiobahn in Kaarst-Holzbüttgen

Die nächste Autobahnanschlussstelle ist die Anschlussstelle Holzbüttgen der A 57.
Die nächsten Bahnstationen sind Kaarst Mitte/Holzbüttgen und Kaarster Bahnhof an der Regiobahn-Linie S 28 (Kaarster See – Mettmann – Wuppertal).
| Linie | Verlauf | Takt                                                                                         |
| ----- | --- | -------------------------------------------------------------------------------------------- |
| S 28  | Kaarster See – Kaarster Bahnhof – Kaarst Mitte/Holzbüttgen – IKEA Kaarst – Neuss Hbf – NE Am Kaiser – NE Rheinpark-Center – D-Hamm – D-Völklinger Straße – D-Bilk – D-Friedrichstadt – Düsseldorf Hbf – D-Flingern – D-Gerresheim – Erkrath Nord – Neanderthal – Mettmann Zentrum – Mettmann Stadtwald – Hahnenfurth-Düssel – W-Vohwinkel – W-Zoologischer Garten – W-Steinbeck – Wuppertal Hbf Stand: Fahrplanwechsel Dezember 2023 | 20 min (wochentags) 20/40 min (Mettmann–Wuppertal wochentags) 30 min (Wochenenden/Feiertage) |

Außerdem verkehren in Holzbüttgen die Buslinien 860, 861 und 866, die alle Kaarster Ortsteile miteinander verbinden.

## Bildung
Holzbüttgen verfügt über einen heilpädagogischen Kindergarten und die beiden Kindertagesstätten/Kindergärten „Katholische Kindertageseinrichtung Sieben-Schmerzen-Mariens“ und „Elterninitiative Kindertageseinrichtung Zapageck“ sowie die Astrid-Lindgren-Grundschule und die Sebastianus-Schule für geistig Behinderte.

## Vereine
Die Floorball (Unihockey)-Abteilung der DJK Holzbüttgen spielt seit 2018 in der Bundesliga (Großfeld). 2022 konnte der Meistertitel erlangt werden.
Schützenverein:
Die St. Sebastianus Schützenbruderschaft Holzbüttgen e. V. wurde 1936 gegründet und feiert traditionell am ersten Augustwochenende das Schützenfest in Holzbüttgen. Aktuell (Stand 2022) gehören der Bruderschaft 420 Mitglieder an. 
Es existieren im Stadtteil Schulungs- und Unterrichtsräume des DRK Kaarst-Büttgen e. V.

## Jugend
In Holzbüttgen gibt es zwei Jugendfreizeiteinrichtungen, eine der evangelischen und eine der katholischen Kirchengemeinde.